# Messaurebäckens naturreservat
Messaurebäckens naturreservat är ett naturreservat i Jokkmokks kommun i Norrbottens län.
Området är naturskyddat sedan 2024 och är 142 hektar stort. Reservatet ligger nordost om Jokkmokk och består av vattendraget med detta namn och kringliggande naturskog.